# Magyarmedves
Magyarmedves (románul: Urseni) falu Romániában, a Bánságban, Temes megyében.

## Fekvése
Temesvártól 9 km-re délkeletre, a Temes közelében, Gyüreg és Mosnica közt fekvő település.

## Története
Magyarmedves avagy Medvés nevét 1722–1725 között Metec alakban említette először oklevél, korábbi neve ismeretlen.
1808-ban Medves, Medvés, 1913-ban Magyarmedvés néven írták. Az 1723-25 között gróf Mercy térképén Metec alakban, elpusztult helyként fordult elő, de az 1761 évi térkép már óhitűek lakta helyként említette.
1781-ben Hadzsi Pasachia vette meg a kincstártól. 1803-ban Losonczi Gyürky Istváné lett.
1851-ben Fényes Elek ezt írta a településről:
Temes vármegyében, 50 magyar katholikus, 40 tót evangélikus, 690 óhitü lakossal, s anyatemplommal.
Határa 4328 hold, ... Vize a Temes és Bernár nevü patak. Birják Gyürky Pál, és Hánzély Márton
árvái.
A 20. század elején Edvi Illés Jenő, Szigeti Arnold dr. és Kende Gergely voltak a legnagyobb birtokosai.
A trianoni békeszerződés előtt Temes vármegye Központi járásához tartozott.
1910-ben 1262 lakosából 626 magyar, 148 német, 476 román volt. Ebből 669 római katolikus, 92 református, 487 görögkeleti ortodox volt.
Kivált belőle Bródpuszta és Ruzicskatelep.
A 2002-es népszámláláskor 1151 lakosa közül 950 fő (82,5%) román, 161 (14,0%) magyar, 24 (2,1%) cigány, 10 (0,9%) német, 6 (0,5%) ismeretlen nemzetiségű volt.